# الخلع الرضفي

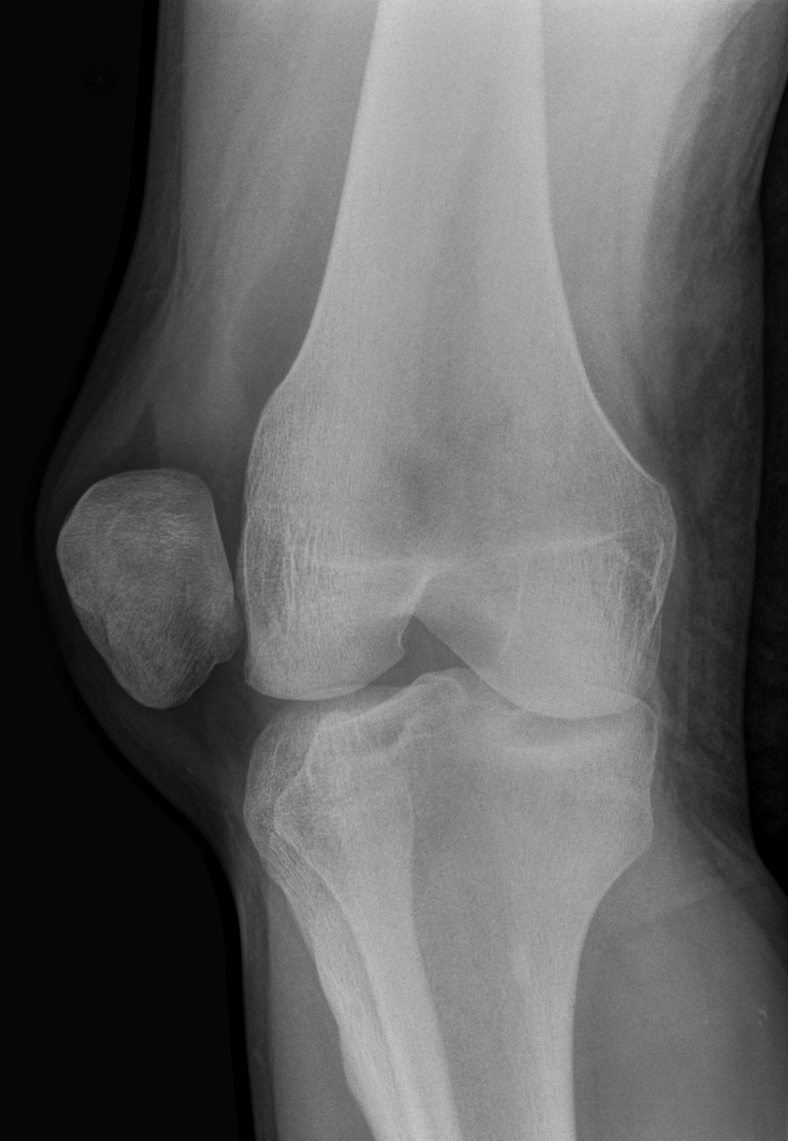
الخلع الرضفي في الركبة اليسرى

الخلع الرضفي هو إصابة في الركبة تنزلق فيها الرضفة (خلع الركبة) خارج وضعها الطبيعي. غالبًا ما تكون الركبة منحنية جزئيًا ومؤلمة ومنتفخة. وغالبا ما يشعر الرضفة وينظر إليها في غير مكانها. قد تشمل المضاعفات كسر الرضفة أو التهاب المفاصل.
أسماء أخرى: خلع الركبتين، خلع الركبة
تخصص: طب الطوارئ ، جراحة العظام
الأعراض: الركبة عازمة جزئيًا ومؤلمة ومنتفخة، ومن مضاعفاتها: كسر الرضفة، التهاب المفاصل بداية المعتاد من 10 إلى 17 عامًا، وتطلب مدة زمنية للشفاء نحو 6 أسابيع، ومن أسباب حدوثها ثني أسفل الساق إلى الخارج عندما تكون الركبة مستقيمة، أو ضربة مباشرة إلى الرضفة عند ثني الركبة. 
وعوامل الخطر ارتفاع الرضفة، وتاريخ الأسرة، والأربطة فضفاضة

## طريقة التشخيص
بناءً على الأعراض، الأشعة السينية علاج أو معاملة التخفيض، الشظية، العلاج الطبيعي، الجراحة أدوية أدوية الألم المراجع ~ 30 ٪ خطر تكرار تكرر 6 لكل 100000 في السنة.
يحدث خلع الرضفة عادة عندما تكون الركبة مستقيمة والساق السفلية تنحني للخارج عند التواء. يحدث ذلك في بعض الأحيان عندما تنحني الركبة ويتم إصابة الرضفة. تشمل الألعاب الرياضية الشائعة كرة القدم والجمباز وهوكي الجليد. تحدث الاضطرابات دائمًا بعيدًا عن خط الوسط. يعتمد التشخيص عادة على الأعراض ويدعمها الأشعة السينية. يتم التخفيض عمومًا عن طريق دفع الرضفة باتجاه خط الوسط مع استقامة الركبة. بعد الخفض، يتم تجميد الساق بشكل عام في وضع مستقيم لبضعة أسابيع. ثم يتبع ذلك العلاج الطبيعي. الجراحة بعد الخلع الأول عادة ما تكون ذات فائدة غير واضحة. يمكن الإشارة إلى الجراحة عند أولئك الذين قطعوا قطعة من العظام داخل المفصل أو التي خلع الرضفة عدة مرات. تحدث اضطرابات الرضفة في حوالي 6 لكل 100,000 شخص في السنة. يشكلون حوالي 2 ٪ من إصابات الركبة. وهو الأكثر شيوعًا في هذه الفئة العمرية من 10 إلى 17 عامًا. معدلات الذكور والإناث متشابهة. التكرار بعد التفكك الأولي يحدث في حوالي 30 ٪ من الناس.

## العلامات والأعراض
غالبًا ما يصف الأشخاص الألم بأنه «داخل غطاء الركبة». تميل الساق إلى الثني حتى عند الاسترخاء. في بعض الحالات، لا تسمح الأربطة المصابة المتورطة في خلع الرضفة بالثني تقريبًا على الإطلاق.

## عوامل الخطر
هناك عامل مؤهب وهو ضيق في عضلات الفص الشدوي والجهاز الهضمي بالاقتران مع اختلال عضلات الفخذ بين عضلات الفخذ الوحشي والعضلات الفسيحة العضلية يمكن أن تلعب دورًا كبيرًا، في النساء ذوات المستوى الأعلى من النشاط البدني. وعلاوة على ذلك، فإن النساء المصابات بألم فخذي الرضفة قد يظهرن زيادة في زاوية Q مقارنة بالنساء دون ألم فخذي الرضفة. سبب آخر لأعراض الرضفة هو متلازمة انضغاط الرضفة الجانبية، والتي يمكن أن تحدث بسبب عدم وجود توازن أو التهاب في المفاصل. الفسيولوجيا المرضية للركبة معقدة، وتتناول الأنسجة الرخوة العظمية أو تشوهات داخل الأخدود الفخذي الرضفي. أعراض الرضفة تسبب خلل التنسج في الركبة، والتغيرات الصغيرة الحساسة تؤثر على آلية العضلات التي تتحكم في حركات المفاصل. 24 ٪ من الناس الذين خلعهم الرضفات لديهم أقارب الذين عانوا من خلع الرضفة .
السكان الرياضية يحدث خلع الرضفة في الألعاب الرياضية التي تنطوي على تدوير الركبة.
القوة المباشرة للركبة يمكن أن تزيل الرضفة خارج المفصل.
العوامل التشريحية يميل الأشخاص الذين لديهم زوايا Q أكبر لأن يكونوا أكثر عرضة للإصابة بإصابات في الركبة مثل الخلع، وذلك بسبب الخط المركزي للسحب الموجود في عضلات الفخذ التي تمتد من العمود الفقري الحرقفي الأمامي العلوي إلى مركز الرضفة. يتراوح نطاق زاوية Q العادية للرجال بين أقل من 15 درجة والإناث أقل من 20 درجة، مما يعرض الإناث لخطر أكبر لهذه الإصابة. زاوية أكبر من 25 درجة بين وتر الرضفة وعضلات الفخذ يمكن أن تؤهب الشخص لخلع الرضفة. في الرضفة ألتا، يجلس الرضفة على الركبة أعلى من المعتاد. وظيفة عادية للعضلات VMO استقرار الرضفة. يؤدي انخفاض وظيفة VMO إلى عدم استقرار الرضفة.

## آلية الإصابة
تحدث خلع الرضفة عن طريق: تأثير مباشر يقرع الرضفة خارج المفصل حركة التواء في الركبة، أو الكاحل قطع جانبي مفاجئ تشريح الركبة الرضفة عبارة عن عظم سمسم مثلثي مضمن في الأوتار. تقع في أخدود الفخذ الرضفي، وهو مجوف مبطنة بالغضروف المفصلي في نهاية عظم الفخذ (عظم الفخذ) حيث تلتقي عظمة الفخذ مع عظمة الساق (الساق). العديد من الأربطة والأوتار تمسك الرضفة في مكانها وتسمح لها بالتحرك لأعلى ولأسفل الأخدود الرضفي عندما تنحني الساق. يتم ربط الجزء العلوي من الرضفة بعضلة الفخذ عبر وتر العضلة الفخذية، في منتصف العضلة الفسيحة المائلة وعضلات الوحشية الوحشية، والجزء السفلي لرأس الظنبوب (الدرنية) استمرار لوتر الفخذ الفخذ. يربط الرباط الفخذي الإنسي الأفقي أفقياً في الركبة الداخلية لوتر ماغنوس المقرب وهو الهيكل الذي يتلف غالبًا أثناء خلع الرضفة. أخيرًا، يثبت الرباط الجانبي الجانبي والرباط الجانبي الإنسي الرضفة على جانبيها. أي من هذه الهياكل يمكن أن يلحق الضرر أثناء خلع الرضفة.

## التشخيص
لتقييم الركبة، يمكن للطبيب إجراء اختبار تخوف الرضفة عن طريق تحريك الرضفة للخلف وللأمام بينما يقوم الناس باستعراض الركبة عند حوالي 30 درجة. يمكن للناس القيام بتقييم تتبع الرضفة عن طريق وضع القرفصاء والوقوف على ساق واحدة، أو عن طريق الكذب على ظهره مع ركبته الممتدة من الوضع المرن. تسمى الرضفة التي تنزلق بشكل جانبي عند الانثناء المبكر علامة J ، وتشير إلى عدم التوازن بين VMO والهياكل الجانبية. على الأشعة السينية، مع توقعات أفق، يتم تشخيص الاضطرابات بسهولة. في الحالات الحدودية للخلع الفرعي، يمكن أن تكون القياسات التالية مفيدة: زاوية الفخذ الوحشي الوحشي، تتكون من: خط يربط بين أكثر النقاط الأمامية للواجهات الإنسي والجانبية للكروشية. الظل إلى الجانب الوحشي من الرضفة. مع ثني الركبة في 20 درجة، يجب أن تفتح هذه الزاوية عادةً بشكل جانبي. مؤشر الرضفة الفخذية هو النسبة بين سمك مساحة المفصل الإنسي ومساحة المفصل الجانبي (L). مع ثني الركبة 20 درجة، يجب قياسها 1.6 أو أقل.

## الوقاية
الرضفة عبارة عن عظم سمسم عائم يوضع في مكانه وتر عضلة الفخذ والأربطة الوريدية. يجب أن تقوي التمارين عضلات الفخذ مثل المستقيمة الفخذية والوسيط العظمي والواسعة الوحشية. ومع ذلك، يمكن أن تكون عضلات الفخذ الوحشية الضيقة والقوية سببا رئيسيا للخلع الرضفي. إذا كان هذا هو الحال، فمن المستحسن تقوية عضلات الفخذ الإنسي، الشاسعة الإنسي (VMO) ، وتمتد العضلات الجانبية. تشمل التدريبات لتقوية عضلات الفخذ، على سبيل المثال لا الحصر، القرفصاء والطعنات. يمكن أن تساعد إضافة دعم خارجي إضافي حول الركبة باستخدام أجهزة مثل تقويم العظام أو الشريط الرياضي على منع خلع الرضفة والإصابات الأخرى المرتبطة بالركبة. تعمل الدعامات الخارجية، مثل دعامات الركبة والشريط الرياضي، من خلال توفير الحركة في الطائرات المرغوبة فقط والمساعدة في إعاقة الحركات التي يمكن أن تسبب حركة وإصابات غير طبيعية. تميل النساء اللائي يرتدين الكعب العالي إلى تطوير عضلات وأوتار قصيرة الساق. ينصح بالتمارين لتمتد وتقوية عضلات الساق بشكل يومي.

## العلاج
يتوفر عادة نوعان من خيارات العلاج: الجراحة العلاج المحافظ (إعادة التأهيل والعلاج الطبيعي) قد تعيق الجراحة النمو الطبيعي للهياكل في الركبة، لذلك لا ينصح الأطباء عمومًا بإجراء عمليات جراحية للركبة للشباب الذين ما زالوا ينموون. هناك أيضًا مخاطر حدوث مضاعفات، مثل رد الفعل السلبي للتخدير أو العدوى. عند تصميم برنامج إعادة التأهيل، يفكر الأطباء في الإصابات المرتبطة به مثل العظام المتكسرة أو دموع الأنسجة الرخوة. يأخذ الأطباء في الاعتبار عمر الشخص ومستوى نشاطه والوقت اللازم للعودة إلى العمل و / أو ألعاب القوى. يوصي الأطباء عمومًا بإجراء الجراحة فقط عندما تتعرض الهياكل الأخرى في الركبة لأضرار جسيمة، أو على وجه التحديد عندما يكون هناك: إصابة عظمي غضروفي متزامنة استمرار عدم الاستقرار الجسيم اضطراب واضح في الرباط الفخذي الإنسي وسطي الإنسي المائل مطالب رياضية عالية المستوى مقرونة بعوامل الخطر الميكانيكية وآلية إصابة أولية لا علاقة لها بالاتصال يمكن استخدام المكملات الغذائية مثل الجلوكوزامين ومضادات الالتهاب غير الستيروئيدية لتقليل الأعراض المزعجة. إعادة تأهيل يقلل برنامج إعادة التأهيل الفعال من فرص إعادة الإصابة والمشاكل الأخرى المرتبطة بالركبة مثل متلازمة آلام الفخذ الرضفي والتهاب المفاصل. يتم تجميد معظم خلع الرضفة في البداية لمدة 2-3 أسابيع الأولى للسماح للهيئات الممدودة بالشفاء. تركز إعادة التأهيل على الحفاظ على القوة ونطاق الحركة لتخفيف الألم والحفاظ على صحة العضلات والأنسجة حول مفصل الركبة. الهدف من أي برنامج جيد لإعادة التأهيل هو تقليل الألم والتورم والصلابة وكذلك زيادة مدى الحركة. تتمثل خطة إعادة التأهيل الشائعة في تقوية كل من مختطفي الورك والدوار الخارجي للورك وعضلات الفخذ. تشمل التدريبات الشائعة استخدام مجموعات الرباعية متساوي القياس، وأصداف الكذب الجانبية، وتراجع الساقين مع دوران الظنبوب الداخلي، وما إلى ذلك. الفكرة هي أنه نظرًا لامتداد الجانب الإنسي في الغالب عن طريق التفكك الجانبي الأكثر شيوعًا، فإن التقوية الوسطى ستضيف مزيدًا من الدعم الثبات. مع التقدم يتم دمج مجموعة أكثر كثافة من تمارين الحركة.

## علم الأوبئة
يقدر معدل في الولايات المتحدة 2.3 لكل 100,000 سنويا. تم العثور على معدلات تتراوح أعمارهم بين 10-17 عامًا بحوالي 29 لكل 100,000 شخص سنويًا، في حين تراوح متوسط عدد البالغين لهذا النوع من الإصابة بين 5.8 و 7.0 لكل 100,000 شخص سنويًا. تم العثور على أعلى معدلات الخلع الرضفي في الفئات العمرية الأصغر سنا، في حين انخفضت المعدلات مع زيادة الأعمار. الإناث أكثر عرضة للخلع الرضفي. يعد السباق عاملاً هامًا لهذه الإصابة، حيث كان لدى الأمريكيين من أصل أفريقي والأميركيين الأفارقة والقوقازيين معدلات أعلى قليلاً من خلع الرضفة نظرًا لأنواع الأنشطة الرياضية المشاركة في: كرة السلة (18.2٪) وكرة القدم (6.9٪) وكرة القدم (6.9) ٪) ، وفقا لبريان ووترمان. خلع الرضفة الجانبي شائع بين الأطفال. تشير بعض الدراسات إلى أن معدل خلع الرضفة السنوي عند الأطفال هو 43/100000. علاج غير ناضج الهيكل العظمي مثير للجدل بسبب حقيقة أنهم صغار جدا وما زالوا ينموون. ينصح بعض الخبراء بإجراء عملية جراحية لإصلاح التراكيب المبكرة، بينما ينصح آخرون بمعالجتها بطريقة غير جراحية باستخدام العلاج الطبيعي. في حالة حدوث إعادة التفكك، فإن إعادة بناء الرباط الفخذي الإنسي (MPFL) هي الخيار الجراحي الموصى به.